# 693 Zerbinetta
Zerbinetta (asteróide 693) é um asteróide da cintura principal com um diâmetro de 67,66 quilómetros, a 2,8658662 UA. Possui uma excentricidade de 0,0268221 e um período orbital de 1 845,83 dias (5,05 anos).
Zerbinetta tem uma velocidade orbital média de 17,35645103 km/s e uma inclinação de 14,19955º.
Esse asteróide foi descoberto em 21 de Setembro de 1909 por August Kopff.